# Быково (Великоустюгский район)
Быково — деревня в Великоустюгском районе Вологодской области.
Входит в состав Покровского сельского поселения (с 1 января 2006 года по 13 апреля 2009 года входила в Викторовское сельское поселение), с точки зрения административно-территориального деления — в Викторовский сельсовет.
Расстояние до районного центра Великого Устюга по автодороге — 57 км, до центра муниципального образования Ильинского по прямой — 5 км. Ближайшие населённые пункты — Слинкино, Мартищево, Игнатьевская, Биричево, Первомайское, Кушалово.
По переписи 2002 года население — 12 человек.